# Jacqueline Brison
Pour les articles homonymes, voir Brison.
Jacqueline Brison, née à Mons le 11 janvier 1932 et morte à Spiennes (Mons) le 17 octobre 2006, est une artiste-peintre, dessinatrice et céramiste expressionniste . Elle a principalement peint des natures mortes et des sujets d'intérieur.

## Biographie
Jacqueline Jeanne Louise Brison, née le 11 janvier 1932, est la fille de Léon Brison, ingénieur et professeur à la Faculté polytechnique de Mons, et d'Andrée Derveau. Elle se marie dans les années 1950 avec Edgard Lermusiaux, ingénieur et professeur d'université. 
Elle fait des études au Lycée de Mons (renommé après la Seconde Guerre mondiale Lycée Marguerite Bervoets puis Athénée royal Marguerite Bervoets) avant de rejoindre l'Académie royale des Beaux-Arts de Mons. Elle y subit l'influence de son professeur, le peintre expressionniste Gustave Camus. L'on retrouve également chez elle, l'influence de la peinture de Raoul Dufy. 
À vingt-trois ans, elle participe à l'exposition « L'Art jeune en Hainaut » à Bruxelles où elle expose plusieurs peintures. Elle en est une des révélations du salon. En 1956, elle présente une œuvre à « L'exposition d'art monumental » à l'hôtel de ville de Jette. En 1957, 1959 et 1960, elle expose au salon du « Bon Vouloir  » à Mons et en 1958 à la salle de la Madeleine à Bruxelles.
Son art s'inscrit dans les courants artistiques du XXe siècle allant de l'expressionnisme au fauvisme. Ses toiles révèlent un goût pour les couleurs chatoyantes fréquemment dans le cadre de l'intimité du foyer.

## Sélection d'œuvres
- 1953 : Femme nue debout.
- 1955 : Le Homard, Les Oignons, Les Grives, Les Grands Nus, L'escalier, Jardin sous la neige (présentés à l'exposition « L'Art jeune en Hainaut » à Bruxelles).
- 1955 : Femmes nues dans diverses attitudes.
- 1956 : Cueillette des pommes (présenté à « L'exposition d'art monumental » à Jette).
- 1960 : Le Faisan (présenté au salon « Le Bon Vouloir » à Mons).
- 1963 : Chat dans son panier.
- 1965 : Nature morte aux violons et violoncelle, peinture à l'huile[4].
- s.d. : Composition aux instruments de musique et moulin.